# Sint-Amandskerk (Strombeek-Bever)
De Sint-Amandskerk is de parochiekerk van Strombeek-Bever.

## Geschiedenis
De bouw van deze driebeukige bakstenen kerk in neogotische stijl met koor, kruisbeuk en ingebouwde westertoren werd aangevat in 1869 door architect Eugeen Gife. Deze bouwde de sacristieën, het priesterkoor en het transept. In 1882 begon de bouw van de middenbeuk, de zijbeuken en de toren onder leiding van architect Gustave Hansotte.
De constructie van dit driebeukige bedehuis in neogotische stijl duurde tot 1895.

## Interieur
In het interieur zijn vooral de beelden van de H. Amandus, van Onze-Lieve-Vrouw met Kind en het Vlaamse schilderij van 1650-1700 Onze-Lieve-Vrouw omringd door bloemen vermeldenswaardig. Het koororgel werd in 1979 door orgelbouwer Jean-Pierre Draps gebouwd met hergebruik van elementen uit het oksaalorgel uit 1890. Dat oksaalorgel werd volledig hersteld in 1921 en uitgebreid in 1942. Het orgel van 1890 ging op zijn beurt terug op een instrument gebouwd in 1837.

## Kerkhof
Het omringende kerkhof werd in 1933 naar de nieuwe begraafplaats in de Jozef de Vleminckstraat overgebracht. In de kerkhofmuur van het oorspronkelijke kerkhof zit een grafsteen van Hendrik van der Noot (1731 - 1827), die hier na zijn nederlaag in de Brabantse Omwenteling eenzaam en teruggetrokken leefde in een kasteeltje vlak bij de kerk.
De Sint-Amandsparochie maakt deel uit van het dekenaat Vilvoorde. Anno 2011 is E.H. Paul Gauchez er pastoor.